# Lanzania

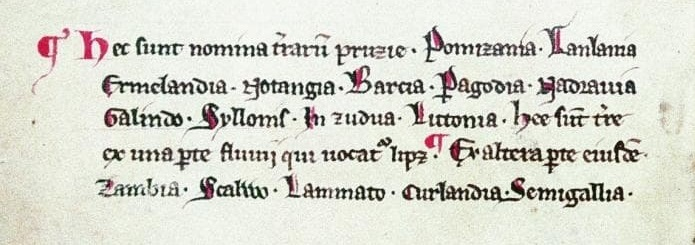
Lista ziem pruskich z kodeksu Liber Census Daniae (ok. 1210-1231) z pierwszą historyczną wzmianką o Lanzanii (jako Lanlania, ostatnie słowo w pierwszym rzędzie). Laznania traktowana jest tutaj jako odrębna ziemia.

Prusowie w XIII wieku według Henryka Łowmiańskiego. Lanzania znajduje się na terenie plemiennej Warmii na pograniczu z Pogezanią.

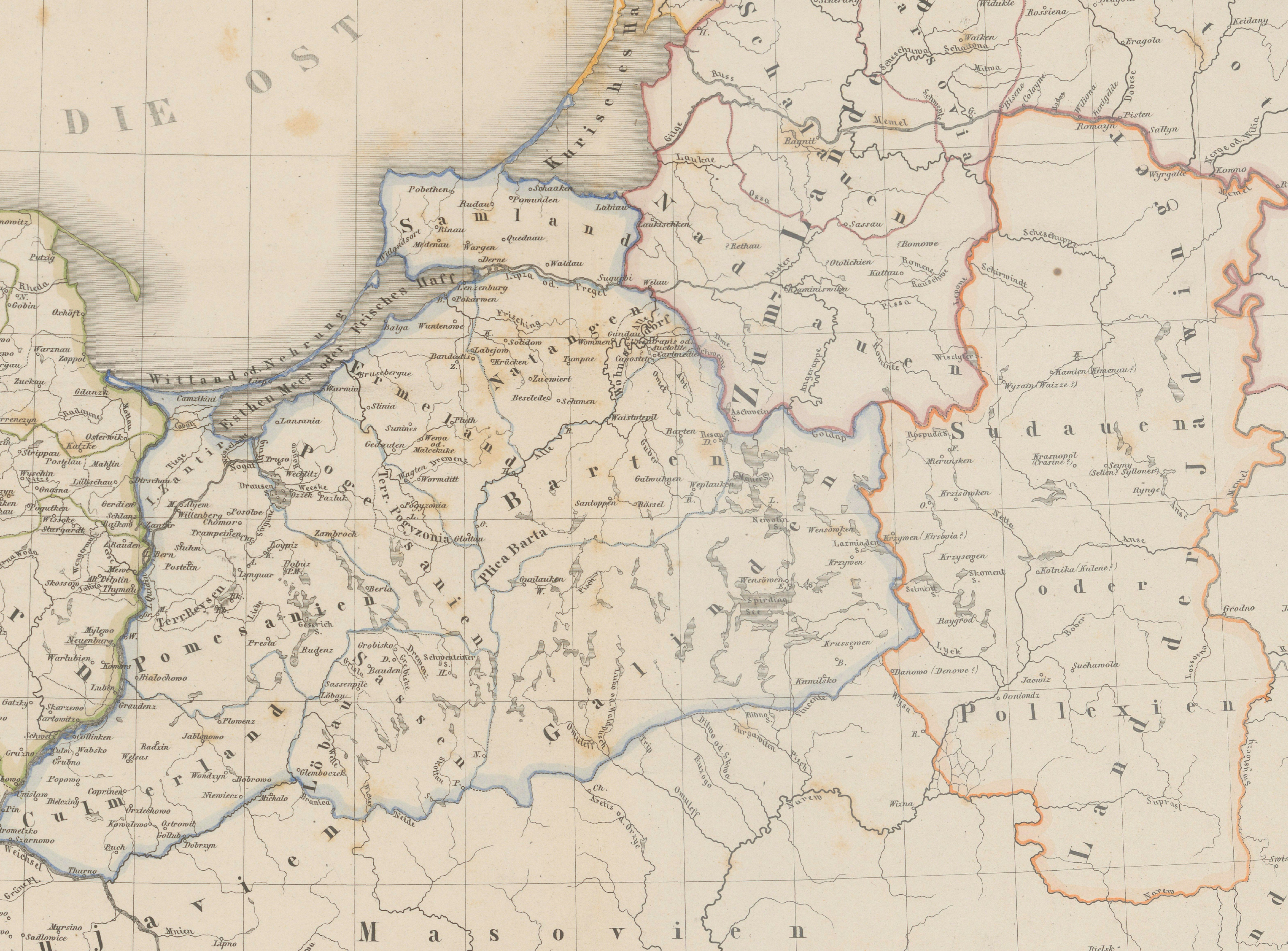
Prusy plemienne według Maxa Toeppena (1858). Zaznaczono lokalizację Lanzanii w obrębie Pogezanii.

Lanzania (łac. Lansania, niem. Lenzland), hist. Ziemia Łężańska – historyczna kraina na terenie Prus położona w północnej części Wysoczyzny Elbląskiej. Zamieszkiwana w okresie od VI – XIII wieku n.e. przez Łężan – odłam bałtyjskich Prusów, prawdopodobnie Warmów. Zwykle zaliczana do plemiennej Warmii, czasem do pogranicza z Pogezanią lub traktowana jako odrębna ziemia. 
Lanzania stanowiła w okresie X–XII w. duży, dobrze rozwinięty gospodarczo i silnie ufortyfikowany staropruski zespół osadniczy kilku tzw. lauks (zgrupowanie kilkunastu pruskich osiedli tzw. waiss). 
Współcześnie są to tereny m.in. dzisiejszej gminy Tolkmicko. Na ten zespół osadniczy składają się trzy główne grodziska: w Tolkmicku ("Wały Tolkmita"), Łęczu i Pagórkach oraz strażnice grodowe zlokalizowane na przebiegu tzw. "Długich Wałów" i "Wysokich Wałów" od Kamienicy Elbląskiej nad Zalewem Wiślanym przez Próchnik w kierunku wschodnim. W okolicach grodziska Pagórki, odkryto w latach 30. XX wieku liczne kurhany.
W roku 1210 dotarła w ten rejon, wyprawa króla duńskiego Waldemara II. Wśród terytoriów podporządkowanych przejściowo Danii znalazła się także Lanzania – ziemia położona na Wysoczyźnie Elbląskiej, bezpośrednio na północ od hipotetycznej ziemi Drusen i dawnej osady Truso. 
Dokumenty podatkowe Waldemara II znane jako Liber Census Daniae (datowane na ok. 1210-1231 r.) wymieniają wśród podległych mu "ziem pruskich" również ziemię Lanlania, położoną między Pomezanią a Warmią. Niewątpliwie chodzi tu o Lanzanię (zapis powstał zapewne wskutek błędu skryby lub kopisty, w łacinie literę s zapisywano podobnie do l).
W 1215 r. wódz pruski – Nobil Warpor (Warpod) z ziemi Lanzania w Pogezanii przyjmuje zwierzchnictwo biskupa Chrystiana. W 1216 roku papież Innocenty III zatwierdza chrzest pruskich Łężan.
Gdy w XIII wieku wojska Zakonu dotarły po raz pierwszy w okolice Wielkich Żuław, doszło do „nieporozumień” pomiędzy krzyżowcami a Księciem Pomorskim Świętopełkiem. Pierwszym punktem zapalnym stały się właśnie ziemie określane mianem Lanzania. Mistrz Krajowy Zakonu Krzyżackiego Hermann von Balk ustąpił z podbojem tego "już ochrzczonego" terenu. Ataki Zakonu dużym łukiem obeszły ten rejon od południa, prąc dalej na północny wschód.
Po 1273 roku w wyniku złamania przez krzyżacką wyprawę pacyfikacyjną Mistrza Krajowego Dytryka von Gaterslebena oporu m.in. północnych Pogezanów, występujących przeciwko krzyżakom w tzw. II powstaniu pruskim, cała ludność obszaru Lanzanii została wysiedlona lub wymordowana.
Od czasów osadnictwa krzyżackiego prowadzonego na tym terenie (Lenzland) w początku XIV wieku, większość obszarów leśnych Lanzanii z uwagi na ukształtowanie terenu (głębokie na 70 metrów zalesione jary erozyjne) nie została objęta gospodarką oraz osadnictwem.
Obecnie większość obszaru dawnej historycznej Lanzanii objęta jest ochroną przyrody (rezerwaty leśne) w ramach Park Krajobrazowy Wysoczyzny Elbląskiej.
Przez ten pofałdowany, zalesiony teren, pokryty licznymi głazami narzutowymi, przepływają potoki o charakterze górskim.
Największe: Kamionka, Rongóry, Kamienica, Suchacz, Olszanka, Grabianka, Stradanka.
Przy brzegu Zalewu Wiślanego, w okolicy miejscowości Święty Kamień, leży potężny głaz narzutowy (obwód ponad 13 metrów), wyznaczający historyczną granicę pomiędzy Warmią i Pogezanią (ziemią malborską).